# DéFI
DéFI - Démocrate fédéraliste indépendant (dansk: demokrat, føderalist, uafhængig) er et fransksproget belgisk socialliberalt midterparti. Partiet står stærkt i Bruxelles, men det har også har aktiviteter i Vallonien og i Flandern.
DéFI blev dannet i 1964 under navnet Front démocratique des francophones (FDF) (dansk: Den demokratiske front af fransktalende). Partiets forgænger var den "Demokratiske Front Bruxelles Francophone", der blev dannet i 1963.
I 2010 skiftede partiet navn til Fédéralistes démocrates francophones (FDF) (dansk: Fransktalende demokratiske føderalister), mens det nuværende navn blev antaget i 2015.
Frem til 1982 var FDF det dominerede parti i kommunalpolitikken i Bruxelles. 
Nu har DéFI en gruppe i delstatsparlamentet for Bruxelles. Det er også repræsenteret i Belgiens føderale parlaments repræsentantkammer, mens det ikke længere har medlemmer i Belgiens senat. I kraft af valgsamarbejdet med Union des Francophones har DéFI også en repræsentant i det flamske parlament.